# SMS G 175
G 175 – niemiecki niszczyciel z okresu I wojny światowej. Siódma i ostatnia jednostka typu G 169, druga jednostka tego typu z wzmocnionym uzbrojeniem torpedowym. G 175 został skreślony z listy floty 23 września 1926 roku i zezłomowany.